# GAZ-46兩棲人員車

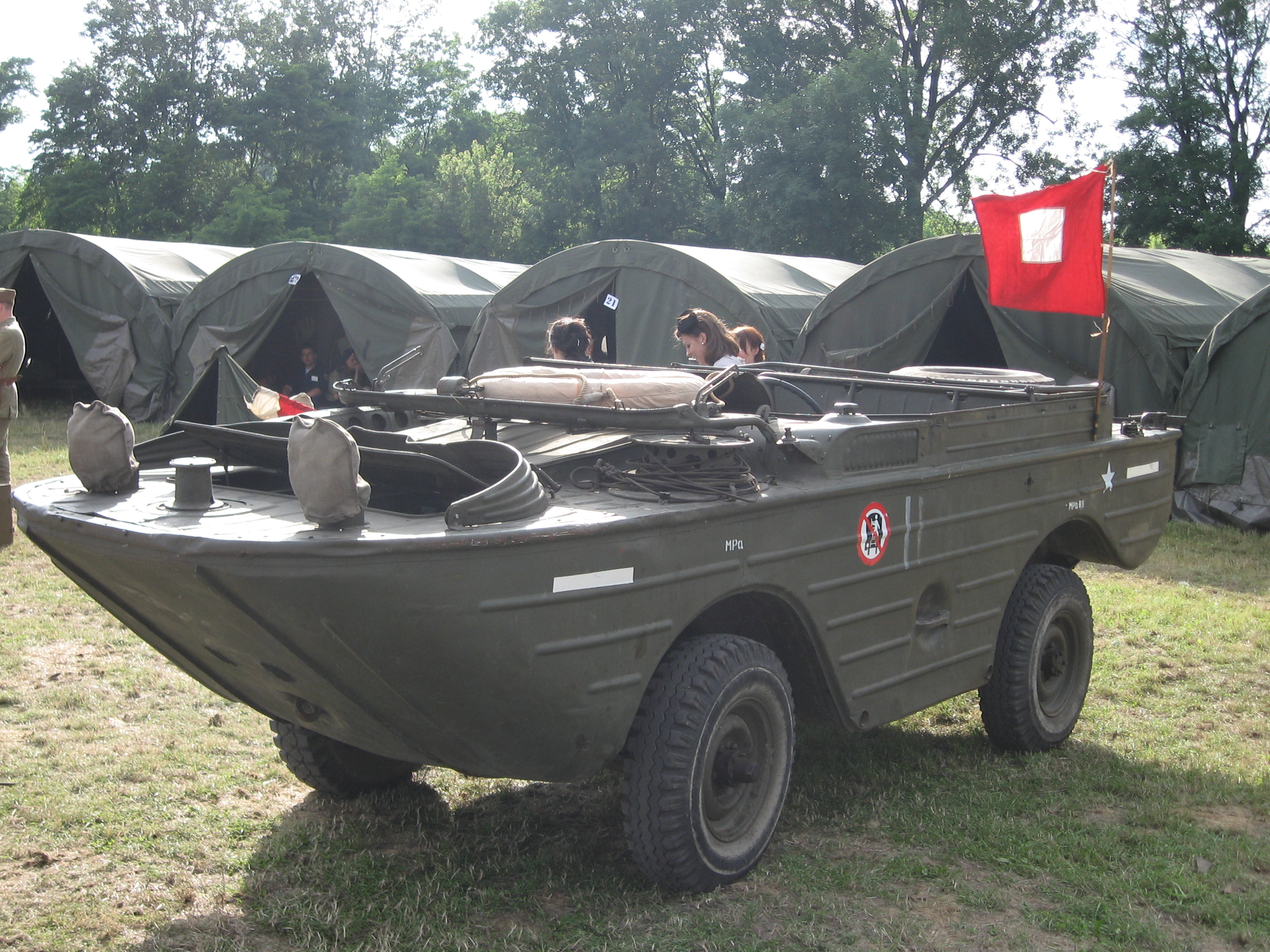
GAZ-46兩棲人員車

GAZ-46兩棲人員車是第二次世界大戰後的1953年蘇聯高爾基汽車廠仿製的美國福特GPA兩棲吉普車，兩者外表幾乎相同。

## 基本資料
- 車長:5.07米
- 車闊:1.74米
- 車高:1.79米
- 車重:1270公斤
- 最快陸上速度:90公里/小時
- 最快水上速度:10公里/小時
- 發動機:一個4汽缸55匹馬力汽油發動機

## 設計簡介

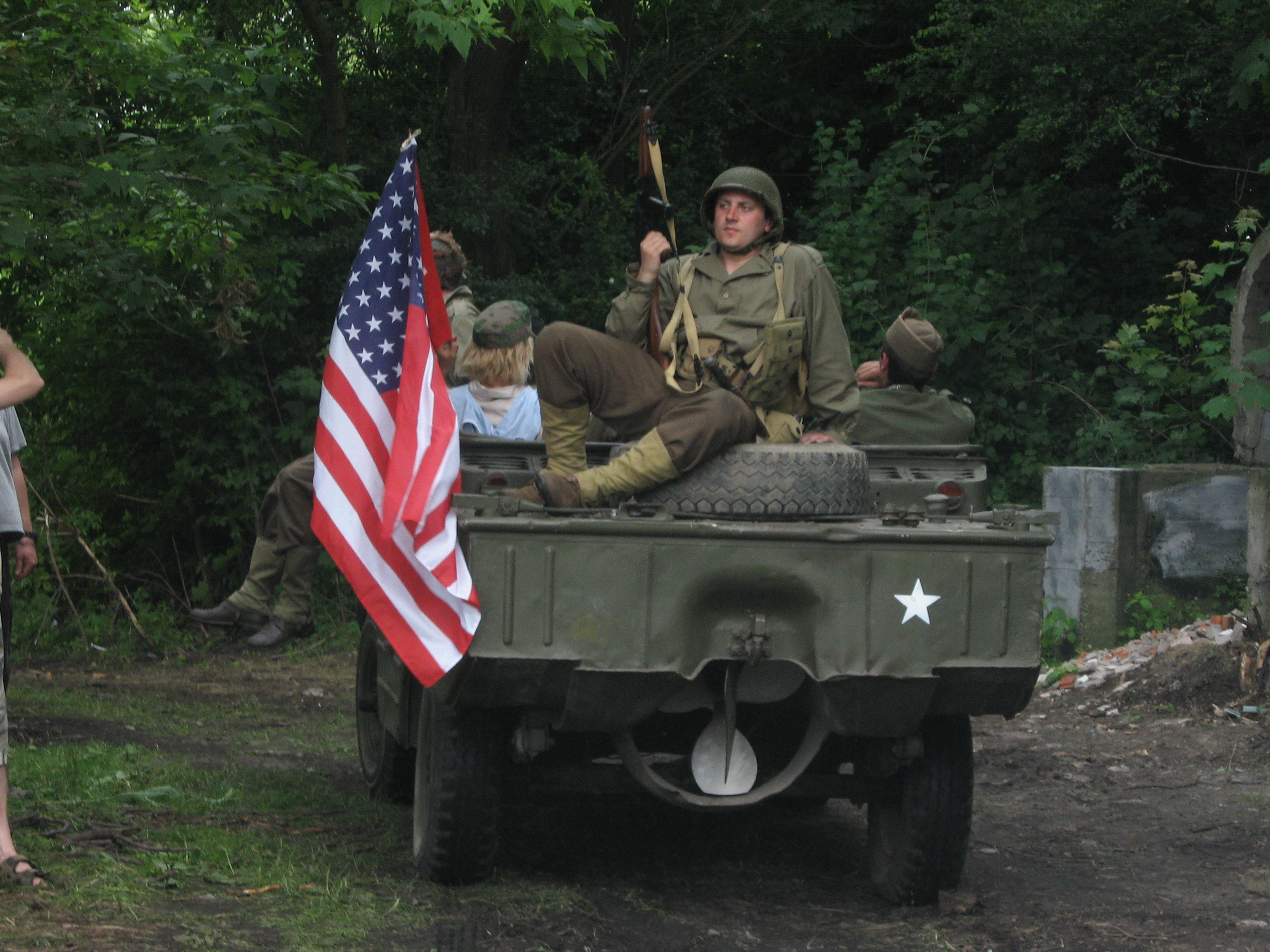
這輛車雖然插著美國國旗而且坐著身穿二戰美軍制服的人，但其車底螺旋槳的護環卻證明它是一輛蘇聯在二戰後仿製的GAZ-46兩棲人員車

GAZ-46是把在二戰時因為美國租借法案而令蘇聯得到的福特GPA兩棲吉普車作為仿製對像，其整個車身外殼都與之相同，兩者外觀上也有兩個不同可以識別:
- GAZ-46加上了一個帆布製雨篷作為車頂
- GAZ-46的車底螺旋槳加上一個護環

GAZ-46的內部機械結構卻是照搬自同廠的GAZ-69人員車，也就是說GAZ-46的設計是把兩者（福特GPA兩棲吉普車的外觀和GAZ-69人員車的內裡）合二為一，由於GAZ-69的零件比較大，蘇聯人為了能容納唯有把GAZ-46的外殼尺寸略為放大，如同福特GPA兩棲吉普車，當GAZ-46要下水時也是通過齒輪箱把發動機出力改去推動車底螺旋槳。
GAZ-46的發動機馬力祇有55匹，相比其車重有點動力不足。

## 使用國家
- 苏联